# San Mamés de Burgos
San Mamés de Burgos è un comune spagnolo di 290 abitanti situato nella comunità autonoma di Castiglia e León.
Il comune comprende la località di Quintanilla de las Carretas.